# 金腰燕真缘吸虫
金腰燕真缘吸虫（学名：Euparyphium hirundonis）为棘口科真缘属的动物。分布于台湾美农县、高雄县等地，营寄生生活，宿主台湾金腰燕，寄生于小肠。该物种的模式产地在台湾美农县、高雄县。